# 九州大学出版会
一般財団法人九州大学出版会（きゅうしゅうだいがくしゅっぱんかい、英称：Kyushu University Press）は、福岡県福岡市西区元岡の九州大学パブリック4号館に事務局を置き、中国・九州・沖縄地方の14大学の共同学術出版を行う法人である。設立は1975年。

## 所在地
- 福岡県福岡市西区元岡744　九州大学パブリック4号館302号室

## 加盟校
- 広島県
  - 広島修道大学
- 山口県
  - 山口大学
- 福岡県
  - 北九州市立大学
  - 九州大学
  - 九州産業大学
  - 久留米大学
  - 西南学院大学
  - 福岡大学
  - 福岡女子大学
- 大分県
  - 大分大学
- 熊本県
  - 熊本大学
  - 熊本学園大学
  - 熊本県立大学
- 沖縄県
  - 琉球大学